# ファトゥ集合
数学、特に複素力学系に於けるファトゥ集合（ファトゥしゅうごう、英: Fatou set ）は、複素平面上のある近傍で反復関数が正規族となる点の集合である。数学者ピエール・ファトゥの名に因む。
ファトゥ集合の補集合はジュリア集合である。